# 4 Heures de Portimão 2017
Navigation
Édition suivante
Les 4 Heures de Portimão 2017, disputées le 22 octobre 2017 sur l'Autódromo Internacional do Algarve sont la sixième et dernière manche de l'European Le Mans Series 2017.

## Engagés
La liste officielle des engagés est composée de 35 voitures, dont 12 en LMP2, 17 en LMP3 et 6 en LM GTE.

## Course

### Classement de la course
Voici le classement provisoire au terme de la course.
- Les vainqueurs de chaque catégorie sont signalés par un fond jauni.
- Pour la colonne Pneus, il faut passer le curseur au-dessus du modèle pour connaître le manufacturier de pneumatiques.

| Pos  | Classe | no | Écurie                    | Pilotes                                                           | Châssis                          | Pneus | Tours | Temps               |
| Pos  | Classe | no | Écurie                    | Pilotes                                                           | Moteur                           | Pneus | Tours | Temps               |
| ---- | ------ | -- | ------------------------- | ----------------------------------------------------------------- | -------------------------------- | ----- | ----- | ------------------- |
| 1    | LMP2   | 40 | Graff Racing              | James Allen Richard Bradley Gustavo Yacamán                       | Oreca 07                         | D     | 139   | 4 h 01 min 17 s 867 |
| 1    | LMP2   | 40 | Graff Racing              | James Allen Richard Bradley Gustavo Yacamán                       | Gibson GK428 4,2 l V8 Atmo       | D     | 139   | 4 h 01 min 17 s 867 |
| 2    | LMP2   | 32 | United Autosports         | Will Owen Hugo de Sadeleer Filipe Albuquerque                     | Ligier JS P217                   | D     | 139   | + 38 s 169          |
| 2    | LMP2   | 32 | United Autosports         | Will Owen Hugo de Sadeleer Filipe Albuquerque                     | Gibson GK428 4,2 l V8 Atmo       | D     | 139   | + 38 s 169          |
| 3    | LMP2   | 27 | SMP Racing                | Matevos Isaakyan Egor Orudzhev                                    | Dallara P217                     | D     | 139   | + 59 s 254          |
| 3    | LMP2   | 27 | SMP Racing                | Matevos Isaakyan Egor Orudzhev                                    | Gibson GK428 4,2 l V8 Atmo       | D     | 139   | + 59 s 254          |
| 4    | LMP2   | 22 | G-Drive Racing            | Memo Rojas Ryō Hirakawa Léo Roussel                               | Oreca 07                         | D     | 139   | +1 min 01 s 198     |
| 4    | LMP2   | 22 | G-Drive Racing            | Memo Rojas Ryō Hirakawa Léo Roussel                               | Gibson GK428 4,2 l V8 Atmo       | D     | 139   | +1 min 01 s 198     |
| 5    | LMP2   | 47 | Cetilar Villorba Corse    | Roberto Lacorte Giorgio Sernagiotto Andrea Belicchi               | Dallara P217                     | D     | 138   | + 1 tour            |
| 5    | LMP2   | 47 | Cetilar Villorba Corse    | Roberto Lacorte Giorgio Sernagiotto Andrea Belicchi               | Gibson GK428 4,2 l V8 Atmo       | D     | 138   | + 1 tour            |
| 6    | LMP2   | 23 | Panis-Barthez Compétition | Fabien Barthez Timothé Buret Nathanaël Berthon                    | Ligier JS P217                   | M     | 138   | + 1 tour            |
| 6    | LMP2   | 23 | Panis-Barthez Compétition | Fabien Barthez Timothé Buret Nathanaël Berthon                    | Gibson GK428 4,2 l V8 Atmo       | M     | 138   | + 1 tour            |
| 7    | LMP2   | 49 | High Class Racing         | Dennis Andersen Anders Fjordbach                                  | Dallara P217                     | D     | 137   | + 2 tours           |
| 7    | LMP2   | 49 | High Class Racing         | Dennis Andersen Anders Fjordbach                                  | Gibson GK428 4,2 l V8 Atmo       | D     | 137   | + 2 tours           |
| 8    | LMP2   | 29 | Racing Team Nederland     | Jan Lammers Frits van Eerd                                        | Dallara P217                     | D     | 137   | + 2 tours           |
| 8    | LMP2   | 29 | Racing Team Nederland     | Jan Lammers Frits van Eerd                                        | Gibson GK428 4,2 l V8 Atmo       | D     | 137   | + 2 tours           |
| 9    | LMP2   | 21 | DragonSpeed               | Ben Hanley Henrik Hedman Nicolas Lapierre                         | Oreca 07                         | D     | 137   | + 2 tours           |
| 9    | LMP2   | 21 | DragonSpeed               | Ben Hanley Henrik Hedman Nicolas Lapierre                         | Gibson GK428 4,2 l V8 Atmo       | D     | 137   | + 2 tours           |
| 10   | LMP2   | 28 | IDEC Sport                | Patrice Lafargue Paul Lafargue Paul-Loup Chatin                   | Ligier JS P217                   | M     | 137   | + 2 tours           |
| 10   | LMP2   | 28 | IDEC Sport                | Patrice Lafargue Paul Lafargue Paul-Loup Chatin                   | Gibson GK428 4,2 l V8 Atmo       | M     | 137   | + 2 tours           |
| 11   | LMP3   | 3  | United Autosports         | Mark Patterson Wayne Boyd Christian England                       | Ligier JS P3                     | M     | 132   | + 7 tours           |
| 11   | LMP3   | 3  | United Autosports         | Mark Patterson Wayne Boyd Christian England                       | Nissan VK50VE 5.0 L V8 Atmo      | M     | 132   | + 7 tours           |
| 12   | LMP3   | 2  | United Autosports         | John Falb Sean Rayhall                                            | Ligier JS P3                     | M     | 132   | + 7 tours           |
| 12   | LMP3   | 2  | United Autosports         | John Falb Sean Rayhall                                            | Nissan VK50VE 5.0 L V8 Atmo      | M     | 132   | + 7 tours           |
| 13   | LMP3   | 18 | M.Racing - YMR            | Alexandre Cougnaud Antoine Jung Romano Ricci                      | Ligier JS P3                     | M     | 131   | + 8 tours           |
| 13   | LMP3   | 18 | M.Racing - YMR            | Alexandre Cougnaud Antoine Jung Romano Ricci                      | Nissan VK50VE 5.0 L V8 Atmo      | M     | 131   | + 8 tours           |
| 14   | LMP3   | 7  | Duqueine Engineering      | Antonin Borga David Droux Nicolas Schatz                          | Norma M30                        | M     | 131   | + 8 tours           |
| 14   | LMP3   | 7  | Duqueine Engineering      | Antonin Borga David Droux Nicolas Schatz                          | Nissan VK50VE 5.0 L V8 Atmo      | M     | 131   | + 8 tours           |
| 15   | LMP3   | 6  | 360 Racing                | Ross Kaiser Terrence Woodward Tony Wells                          | Ligier JS P3                     | M     | 131   | + 8 tours           |
| 15   | LMP3   | 6  | 360 Racing                | Ross Kaiser Terrence Woodward Tony Wells                          | Nissan VK50VE 5.0 L V8 Atmo      | M     | 131   | + 8 tours           |
| 16   | LMP3   | 15 | RLR Msport                | John Farano Morten Dons (en) Alex Kapadia                         | Ligier JS P3                     | M     | 130   | + 9 tours           |
| 16   | LMP3   | 15 | RLR Msport                | John Farano Morten Dons (en) Alex Kapadia                         | Nissan VK50VE 5.0 L V8 Atmo      | M     | 130   | + 9 tours           |
| 17   | LMP3   | 9  | AT Racing                 | Alexander Talkanitsa, Jr. Alexander Talkanitsa, Sr. Mikkel Jensen | Ligier JS P3                     | M     | 130   | + 9 tours           |
| 17   | LMP3   | 9  | AT Racing                 | Alexander Talkanitsa, Jr. Alexander Talkanitsa, Sr. Mikkel Jensen | Nissan VK50VE 5.0 L V8 Atmo      | M     | 130   | + 9 tours           |
| 18   | LMP3   | 17 | Ultimate                  | François Hériau Jean-Baptiste Lahaye Matthieu Lahaye              | Ligier JS P3                     | M     | 130   | + 9 tours           |
| 18   | LMP3   | 17 | Ultimate                  | François Hériau Jean-Baptiste Lahaye Matthieu Lahaye              | Nissan VK50VE 5.0 L V8 Atmo      | M     | 130   | + 9 tours           |
| 19   | LMP3   | 11 | EuroInternational         | Giorgio Mondini Andrea Dromedari                                  | Ligier JS P3                     | M     | 129   | + 10 tours          |
| 19   | LMP3   | 11 | EuroInternational         | Giorgio Mondini Andrea Dromedari                                  | Nissan VK50VE 5.0 L V8 Atmo      | M     | 129   | + 10 tours          |
| 20   | LMGTE  | 77 | Proton Competition        | Christian Ried Joël Camathias Matteo Cairoli                      | Porsche 911 RSR                  | D     | 129   | + 10 tours          |
| 20   | LMGTE  | 77 | Proton Competition        | Christian Ried Joël Camathias Matteo Cairoli                      | Porsche 4.0 L Flat-6 Atmo        | D     | 129   | + 10 tours          |
| 21   | LMGTE  | 66 | JMW Motorsport            | Robert Smith Jody Fannin Will Stevens                             | Ferrari 458 Italia GT2           | D     | 129   | + 10 tours          |
| 21   | LMGTE  | 66 | JMW Motorsport            | Robert Smith Jody Fannin Will Stevens                             | Ferrari 4.5 L V8 Atmo            | D     | 129   | + 10 tours          |
| 22   | LMP3   | 8  | Duqueine Engineering      | Vincent Beltoise Lucas Légeret Nicolas Melin                      | Norma M30                        | M     | 129   | + 10 tours          |
| 22   | LMP3   | 8  | Duqueine Engineering      | Vincent Beltoise Lucas Légeret Nicolas Melin                      | Nissan VK50VE 5.0 L V8 Atmo      | M     | 129   | + 10 tours          |
| 23   | LMGTE  | 90 | TF Sport                  | Salih Yoluc Euan Hankey Nicki Thiim                               | Aston Martin Vantage GTE         | D     | 128   | + 11 tours          |
| 23   | LMGTE  | 90 | TF Sport                  | Salih Yoluc Euan Hankey Nicki Thiim                               | Aston Martin 4.5 L V8 Atmo       | D     | 128   | + 11 tours          |
| 24   | LMP3   | 4  | Cool Racing by GPC        | Alexandre Coigny Iradj Alexander                                  | Ligier JS P3                     | M     | 127   | + 12 tours          |
| 24   | LMP3   | 4  | Cool Racing by GPC        | Alexandre Coigny Iradj Alexander                                  | Nissan VK50VE 5.0 L V8 Atmo      | M     | 127   | + 12 tours          |
| 25   | LMGTE  | 99 | Beechdean AMR             | Andrew Howard Immanuel Vinke Darren Turner                        | Aston Martin Vantage GTE         | D     | 126   | + 13 tours          |
| 25   | LMGTE  | 99 | Beechdean AMR             | Andrew Howard Immanuel Vinke Darren Turner                        | Aston Martin 4.5 L V8 Atmo       | D     | 126   | + 13 tours          |
| 26   | LMP3   | 5  | By Speed Factory          | Giorgio Maggi Jürgen Krebs Timur Boguslavskiy                     | Ligier JS P3                     | M     | 109   | + 30 tours          |
| 26   | LMP3   | 5  | By Speed Factory          | Giorgio Maggi Jürgen Krebs Timur Boguslavskiy                     | Nissan VK50VE 5.0 L V8 Atmo      | M     | 109   | + 30 tours          |
| 27   | LMP2   | 25 | Algarve Pro Racing        | Matthew McMurry Andrea Pizzitola                                  | Ligier JS P217                   | D     | 103   | + 36 tours          |
| 27   | LMP2   | 25 | Algarve Pro Racing        | Matthew McMurry Andrea Pizzitola                                  | Gibson GK428 4,2 l V8 Atmo       | D     | 103   | + 36 tours          |
| Abd. | LMP2   | 39 | Graff Racing              | Ricardo Sánchez Paul Petit Enzo Guibbert                          | Oreca 07                         | D     | 102   |                     |
| Abd. | LMP2   | 39 | Graff Racing              | Ricardo Sánchez Paul Petit Enzo Guibbert                          | Gibson GK428 4,2 l V8 Atmo       | D     | 102   |                     |
| Abd. | LMGTE  | 55 | Spirit of Race            | Duncan Cameron Matt Griffin Aaron Scott                           | Ferrari 488 GTE                  | D     | 73    |                     |
| Abd. | LMGTE  | 55 | Spirit of Race            | Duncan Cameron Matt Griffin Aaron Scott                           | Ferrari F154CB 3.9 L V8 bi-turbo | D     | 73    |                     |
| Abd. | LMP3   | 10 | Oregon Team               | Antonio Fornè Andrés Méndez (en) Dario Capitanio                  | Norma M30                        | M     | 67    |                     |
| Abd. | LMP3   | 10 | Oregon Team               | Antonio Fornè Andrés Méndez (en) Dario Capitanio                  | Nissan VK50VE 5.0 L V8 Atmo      | M     | 67    |                     |
| Abd. | LMP3   | 19 | M.Racing - YMR            | Yann Ehrlacher Erwin Creed                                        | Norma M30                        | M     | 51    |                     |
| Abd. | LMP3   | 19 | M.Racing - YMR            | Yann Ehrlacher Erwin Creed                                        | Nissan VK50VE 5.0 L V8 Atmo      | M     | 51    |                     |
| Abd. | LMP3   | 13 | Inter Europol Competition | Jakub Śmiechowski Martin Hippe                                    | Ligier JS P3                     | M     | 25    |                     |
| Abd. | LMP3   | 13 | Inter Europol Competition | Jakub Śmiechowski Martin Hippe                                    | Nissan VK50VE 5.0 L V8 Atmo      | M     | 25    |                     |
| Abd. | LMGTE  | 51 | Spirit of Race            | Giorgio Roda Gianluca Roda Andrea Bertolini                       | Ferrari 488 GTE                  | D     | 22    |                     |
| Abd. | LMGTE  | 51 | Spirit of Race            | Giorgio Roda Gianluca Roda Andrea Bertolini                       | Ferrari F154CB 3.9 L V8 bi-turbo | D     | 22    |                     |
| Abd. | LMP3   | 16 | Panis-Barthez Compétition | Eric Debard Simon Gachet Theo Bean                                | Ligier JS P3                     | M     | 11    |                     |
| Abd. | LMP3   | 16 | Panis-Barthez Compétition | Eric Debard Simon Gachet Theo Bean                                | Nissan VK50VE 5.0 L V8 Atmo      | M     | 11    |                     |
| Abd. | LMP3   | 12 | EuroInternational         | Ricky Capo Max Hanratty James Dayson                              | Ligier JS P3                     | M     | 9     |                     |
| Abd. | LMP3   | 12 | EuroInternational         | Ricky Capo Max Hanratty James Dayson                              | Nissan VK50VE 5.0 L V8 Atmo      | M     | 9     |                     |

## Pole position et record du tour
- Pole position : Nathanaël Berthon sur n°23 Panis-Barthez Compétition en 1 min 33 s 575
- Meilleur tour en course : Ben Hanley sur n°21 DragonSpeed en 1 min 35 s 048

## Tours en tête
Tours en tête 
- no 23 Ligier JS P217 - Panis-Barthez Compétition : 1 tour (1)
- no 32 Ligier JS P217 - United Autosports : 68 tours (2-22 / 23-31 / 43-50 / 55-60 / 66-91 / 100-103)
- no 27 Dallara P217 - SMP Racing : 10 tours (23-28 / 51-54)
- no 40 Oreca 07 - Graff Racing : 60 tours (32-42 / 61-65 / 92-99 / 104-139)

## À noter
- Longueur du circuit : 4,692 km
- Distance parcourue par les vainqueurs : 652,188 km